# Бренд (река)
Бренд (нем. Brend) — река в Германии, протекает по Нижней Франконии (земля Бавария). Правый приток Френкише-Зале. Речной индекс 24432. Площадь бассейна реки составляет 140,07 км². Длина реки 29,72 км. Высота истока 750 м. Высота устья 227 м.
Проистекает Бренн из множества источников горного массива Рён. Один из них находится на высоте 750 м над уровнем моря. Река протекает по территории Баварского национального парка «Рён» и по одноимённому биосферному заповеднику.
Притоки:
- Правые: Передний Хазельбах, Задний Хазельбах, Дебах, Крумбах, Лисбах, Зольцбах;
- Левые: Шварцбах, Лидербах, Вайсбах, Лембах, Берсбах.[источник не указан 984 дня]